# Audrius Kšanavičius
Audrius Kšanavičius (* 28. Januar 1977 in der Sowjetunion) ist ein litauischer Fußballspieler. Er spielt seit 2009 beim FBK Kaunas in der A Lyga, der höchsten litauischen Spielklasse.

## Karriere
Kšanavičius begann seine Karriere beim FBK Kaunas, wo er bereits 1994 in die erste Mannschaft geholt wurde. In seiner ersten Saison wurde man Sechster. Bis 1999 spielte er bei Kaunas ohne einen Titel geholt zu haben. Erst dann konnte der erste Meistertitel seiner Karriere gefeiert werden. In der darauffolgenden Saison konnte der Titel verteidigt werden.
2001 wechselte er nach Lettland und unterschrieb bei Skonto Riga. Bis 2003 wurden drei Meistertitel sowie zwei Pokalsiege gefeiert. Danach kehrte er wieder zu Kaunas zurück. Dort konnte Kšanavičius seine bereits sechste Meisterschaft feiern, weiters wurde man Supercup- und Pokalsieger. 2005 spielte er ein halbes Jahr leihweise bei Atlantas Klaipėda, mit welchem der siebente Endrang in der höchsten litauischen Spielklasse erreicht wurde. 2006 und 2007 war er wieder im Kader des FBK Kaunas, wo er wiederum einmal Meister und Supercupsieger wurde. Im Juli 2007 kehrte er dem Baltikum den Rücken und wechselte nach Schottland zu Heart of Midlothian. 
In eineinhalb Saisonen kam der linke Mittelfeldspieler auf 31 Einsätze und zwei Tore. Sein Debüt in der schottischen Premier League gab er am 6. August 2007 gegen Hibernian Edinburgh. Kšanavičius spielte durch, das Spiel wurde 0:1 verloren. 2007/08 wurde der Verein Achter. Im Januar 2009 kehrte er abermals zu Kaunas zurück und konnte am Ende der Saison seine insgesamt achte Meisterschaft gewinnen. 
Für Litauen spielte er bisher 19 Mal und erzielte zwei Treffer (beide gegen Georgien am 21. November 2007). Sein Debüt gab er 1997.

## Erfolge
- Litauischer Meister 1999, 2000, 2004, 2006, 2009
- Litauischer Pokalsieger 2004
- Litauischer Supercupsieger 2004, 2006
- Lettischer Meister 2001, 2002, 2003
- Lettischer Pokalsieger 2001, 2002